# Laura (Australia)
Laura – miasto w Australii, w stanie Queensland.